# Marita Aeschbacher
Marita Aeschbacher (7 de mayo de 1941) es una jinete suiza que compitió en la modalidad de doma. Ganó una medalla de bronce en el Campeonato Europeo de Doma de 1973 en la prueba por equipos.

## Palmarés internacional
| Campeonato Europeo | Campeonato Europeo | Campeonato Europeo | Campeonato Europeo |
| Año                | Lugar              | Medalla            | Categoría          |
| ------------------ | ------------------ | ------------------ | ------------------ |
| 1973               | Aquisgrán (RFA)    | Medalla de bronce  | Por equipos        |